# اشفیلد
اشفیلد (به انگلیسی: Ashfield) یک منطقهٔ مسکونی در بریتانیا است که در ناتینگهام‌شر واقع شده‌است.